# ウェルファイド
ウェルファイド株式会社（うぇるふぁいど、英文・Welfide Corporation）は、かつて存在した日本の製薬会社。武田薬品工業の子会社であった。

## 概要
医療用医薬品の研究開発・製造・販売を行っていた。
1998年（平成10年）4月1日、武田薬品工業の子会社であった吉富製薬がミドリ十字と合併し、新「吉富製薬」が発足。営業本部内に精神科医薬品事業本部を設置した。
その後2000年（平成12年）4月1日に社名をウェルファイド株式会社に変更した。
社名の「ウェルファイド」（Welfide）は「医薬を通じて人々の健康（WELLNESS）や福祉（WELFARE）に、誠実（FIDELITY）な姿勢で貢献し、社会から信頼（CONFIDENCE）される企業でありたい」願いから名付けられた。社章（シンボルマーク）は旧・吉富製薬時代から一新され、スカイブルー地に「薬」の部首「くさかんむり」と生命の「生」の字源である象形文字の「艸」（くさ、そう）をモチーフとした白抜きの「W」を配した四角形となった。
2001年（平成13年）10月1日、三菱グループ系の製薬会社である三菱東京製薬と合併し三菱ウェルファーマ株式会社となったが、その際にウェルファイドから継承された医薬品については合併後もしばらくの期間、添付文書の下隅に前述のシンボルマークを残していた。

## 沿革
- 2000年（平成12年）
  - 4月1日 - 吉富製薬がウェルファイド株式会社に社名変更。
    - 精神科医薬品事業本部、トミジェック吉富株式会社および株式会社エイパムを統合し、関連会社として吉富薬品株式会社を設立[注釈 2]。
    - 連結関連会社では、吉富セーワが「株式会社ウェルファイドサービス」に、海外法人・グリーン・クロス・インターナショナル・Inc.が「ウェルファイド・インターナショナル・コーポレーション」に社名変更。

  - 4月3日 - 千葉支店と埼玉支店を統合し「東京第二支店」を設置。
  - 7月5日 - 韓国関連会社「株式会社緑友製薬」の株式全株取得。
  - 8月1日 - 関連会社であるアトケム吉富が「アトフィナ吉富株式会社」へ社名変更。
  - 10月1日 - 韓国の関連会社・緑友製薬が、社名を「ウェルファイド コリア社（現・ミツビシタナベファーマコリア社）」に変更。
  - 11月1日 - 三菱東京製薬との合併契約書に調印。
  - 12月22日 - 関連会社である国際試薬（現・シスメックス国際試薬）の株式をシスメックスに一部譲渡。
- 2001年（平成13年）
  - 2月9日 - 住友製薬（現・住友ファーマ）と、抗精神病薬「ルーラン錠」の共同プロモーションを開始。
  - 2月28日 - ニプロが株式会社バイファに資本参加[注釈 3]。
  - 3月31日 - 輸液事業部門及び富山工場を、大塚製薬の子会社である大塚製薬工場に事業譲渡。
  - 7月1日 - 関東物流センターと東京物流センターの機能を統合、「東日本物流センター」発足。
  - 9月26日 - 「カデックス軟膏0.9%」を発売。
  - 10月1日 - 三菱東京製薬と合併し、三菱ウェルファーマ株式会社を設立。

## 事業所一覧
2001年（平成13年）9月30日終了時点
- 本社 
  - 〒541-0046 - 大阪府大阪市中央区平野町二丁目6番9号 - 閉鎖済、後に解体。

支社・営業部・支店
- 東京支社 - 閉鎖済、後に売却。
- 札幌支店
- 仙台支店
- 仙台営業部
- 東京支店
- 東京営業部
- 東京第二支店
- 北関東支店 - 閉鎖済、後に解体。
- 横浜支店
- 甲信越支店
- 名古屋支店
- 名古屋営業部
- 大阪支店 - 閉鎖済、後に解体。
- 大阪営業部 - 閉鎖済、後に解体。
- 京都支店
- 神戸支店
- 広島支店
- 高松支店 - 閉鎖済、後に解体。
- 福岡支店 - 閉鎖済、後に解体。
- 福岡営業部 - 閉鎖済、後に解体。

事務所・駐在員事務所・物流センター
- 城東事務所 - 閉鎖済、後に解体。
- 東京開発事務所 - 閉鎖済、後に解体。
- ロンドン駐在員事務所
- 北京駐在員事務所
- 東日本物流センター - 後に解体。
- 西日本物流センター - 後に解体。
- 大阪物流センター - 後に解体。
- 九州物流センター - 閉鎖済。

工場・研究所
- 淀川工場 - 閉鎖済、後に解体。
- オサダノ工場 - 閉鎖済、後に解体。
- 吉富工場 - 現・田辺三菱製薬工場株式会社 吉富工場
- 東京研究所 - 閉鎖済、後に解体。
- 大阪研究所 - 閉鎖済、後に解体。
- 福崎安全性研究所 - 閉鎖済。
- 九州研究所 - 閉鎖済。

営業所
- 函館営業所
- 旭川営業所
- 釧路営業所
- 宮城第一営業所
- 宮城第二営業所
- 青森営業所
- 岩手営業所
- 秋田営業所
- 山形営業所
- 福島営業所
- 城東営業所
- 城南営業所
- 城北営業所
- 国立営業所
- 千葉営業所
- 松戸営業所
- さいたま営業所
- 川越営業所
- 水戸営業所
- 宇都宮営業所

- 群馬営業所
- 厚木営業所
- 山梨営業所
- 長岡営業所
- 長野営業所
- 富山営業所
- 石川営業所
- 福井営業所
- 静岡営業所
- 浜松営業所
- 名古屋第一営業所
- 名古屋第二営業所
- 岡崎営業所
- 岐阜営業所
- 三重営業所
- 大阪第一営業所
- 大阪第二営業所
- 北摂営業所
- 堺営業所
- 奈良営業所
- 和歌山営業所

- 京都第一営業所
- 京都第二営業所
- 滋賀営業所
- 阪神営業所
- 姫路営業所
- 松江営業所
- 山口営業所
- 岡山営業所
- 徳島営業所
- 愛媛営業所
- 高知営業所
- 福岡営業所
- 北九州営業所
- 久留米営業所
- 佐賀営業所
- 長崎営業所
- 熊本営業所
- 大分営業所
- 宮崎営業所
- 鹿児島営業所
- 沖縄営業所

関連会社
- 吉富薬品株式会社
- 吉富ファインケミカル株式会社 - 化学品事業、現・株式会社エーピーアイコーポレーション
- セアック吉富株式会社
- アトフィナ吉富株式会社 - 現・アルケマ吉富株式会社
- 株式会社バイファ - 廃業済
- 株式会社ジェンコム
- 株式会社カレックス
- 株式会社マイサークル
- 吉富エンジニアリング株式会社
- 吉富倉庫株式会社 - 現・MPロジスティクス株式会社
- 株式会社ウェルファイドサービス - 現・田辺三菱製薬プロビジョン株式会社
- 九州吉富物流株式会社
- 不二興産株式会社
- ミドリ・ファーメリカ・コーポレーション
- ウェルファイド・インターナショナル・コーポレーション
- ウェルファイド コリア社
- アルファ・テラピゥティク・コーポレーション
- アルファ・テラピゥティク・アジア Pte Ltd.
- アルファ・テラピゥティク・タイランド Ltd.

## 主要製品
医療用医薬品
- アルブミン-Wf
- ヴェノグロブリン-IH
- ノイアート
- ハプトグロビン注-Wf
- リプル
- コナン
- セロトーン
- ケルロング
- バイロテンシン
- インプロメン
- クロフェクトン
- クレミン
- デパス
- コントミン

- リーゼ
- ドラール
- ジソペイン
- リサモール
- オメプラゾン
- ペングローブ
- チスタニン
- フスタゾール
- サラゾピリン
- リメタゾン
- バイオペックス
- クリアナール
- ルーラン
- カデックス軟膏0.9%